# Liste der denkmalgeschützten Objekte in Moschendorf (Burgenland)
Die Liste der denkmalgeschützten Objekte in Moschendorf enthält die denkmalgeschützten, unbeweglichen Objekte der Gemeinde Moschendorf.

## Denkmäler
| Foto |                 | Denkmal                                                        | Standort                                        | Beschreibung | Metadaten |
| ---- | --------------- | -------------------------------------------------------------- | ----------------------------------------------- | --- | --- |
| ja   | Datei hochladen | Familienkapelle HERIS-ID: 31703 Objekt-ID: 28687               | Moschendorf 95 Standort KG: Moschendorf         | | BDA-Hist.: Q37943883 Status: § 2a Stand der BDA-Liste: 2025-06-30 Name: Familienkapelle GstNr.: 2/1                                                  |
| ja   | Datei hochladen | Kath. Pfarrkirche hl. Rosalia HERIS-ID: 31700 Objekt-ID: 28684 | Standort KG: Moschendorf                        | Erbaut wurde die Kirche 1773 anstelle einer Rosalien-Kapelle, ist sie seit 1788 eine Pfarre. Sie ist ein einschiffiger Bau mit eingezogenem Chor und halbrunder Apsis. Der Südturm mit Spitzhelm ist dreigeschoßig; über dem Turmportal befindet sich das Wappen der Familie Batthyány. Der dreijochige Bau mit weitem, hellen Saal unter Tonnengewölbe mit Stichkappen hat Doppelgurten auf flachen Pilastern. Die dreiachsige Empore über den Kreuzgratgewölben weist eine vorgebauchte Brüstung auf. Breiter Triumphbogen; im Chorjoch ist ein Platzl, in der Apsis eine Schale mit Mittelgurt. Der Hochaltar stammt aus der zweiten Hälfte des 18. Jahrhunderts, die Orgel um 1780. | BDA-Hist.: Q15124700 Status: § 2a Stand der BDA-Liste: 2025-06-30 Name: Kath. Pfarrkirche hl. Rosalia GstNr.: 1 Pfarrkirche hl. Rosalia, Moschendorf |
| ja   | Datei hochladen | Gnadenstuhl HERIS-ID: 31702 Objekt-ID: 28686seit 2013          | südlich Moschendorf 63 Standort KG: Moschendorf | Dreifaltigkeitssäule an der Straße mit Inschrift 1730 oder 80 | BDA-Hist.: Q37943873 Status: Bescheid Stand der BDA-Liste: 2025-06-30 Name: Gnadenstuhl GstNr.: 3986                                                 |